# Єперєк
Єперєк (словен. Jeperjek) — поселення в общині Севниця, Споднєпосавський регіон, Словенія. Висота над рівнем моря: 424,2 м.